# المركز الوطني لإحصاءات التعليم
المركز الوطني للإحصاءات التعليم (بالإنجليزية:National Center for Education Statistics) هو جزء من وزارة التربية والتعليم في الولايات المتحدة يتبع معهد العلوم التربوية (بالإنجليزية:Institute of Education Sciences) وقوم بجمع وتحليل ونشر الإحصائيات عن المعلومات المالية لمناطق المدارس العامة والتعليم في الولايات المتحدة. كما يجري المركز مقارنات دولية للإحصاءات التعليم، ويوفر القيادة في تطوير وتشجيع استخدام توحيد المصطلحات والتعاريف لجمع تلك الإحصائيات. يعتبر المركز الأداة الرئيسية للنظام الإحصائي الاتحادي الأمريكي.
جون إيستون هو مدير معهد العلوم التربوية، وهو القائم بأعمال المركز الوطني للإحصاءات التعليم.

## روابط خارجية
- الموقع الرسمي
- معهد العلوم التربوية